# Hyracotherium

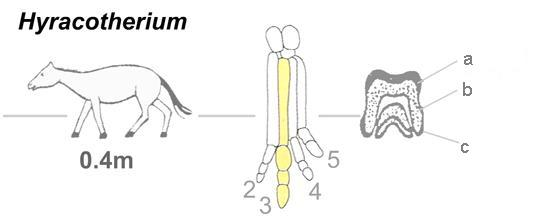
A Hyracotherium, bal mellső lába (a harmadik kézközépcsont sárga színű) és a fog (a fogzománc; b dentin; c fogcement részletes ábrázolása

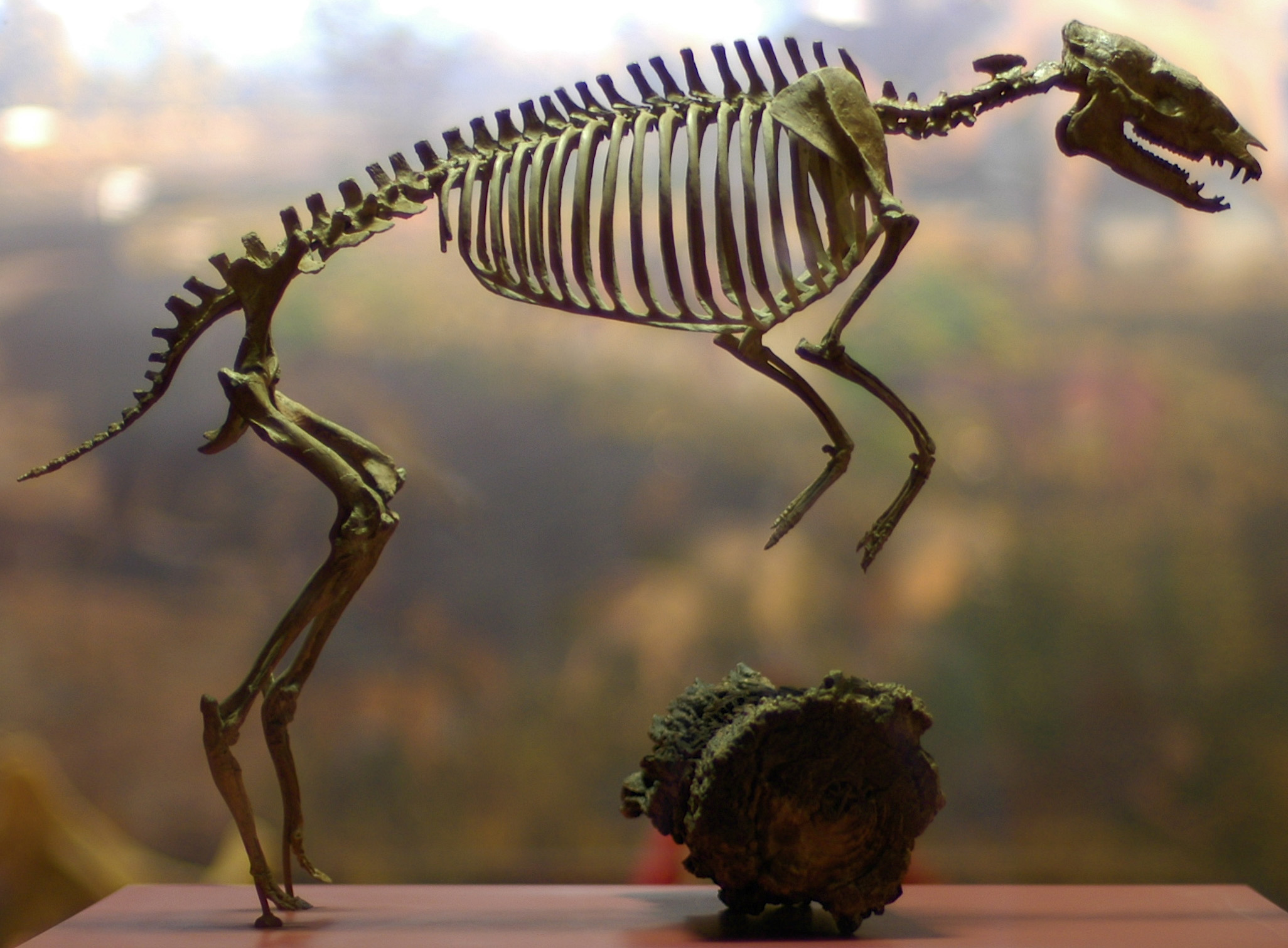
Egy Hyracotherium vasacciensis csontváz rekonstrukciója

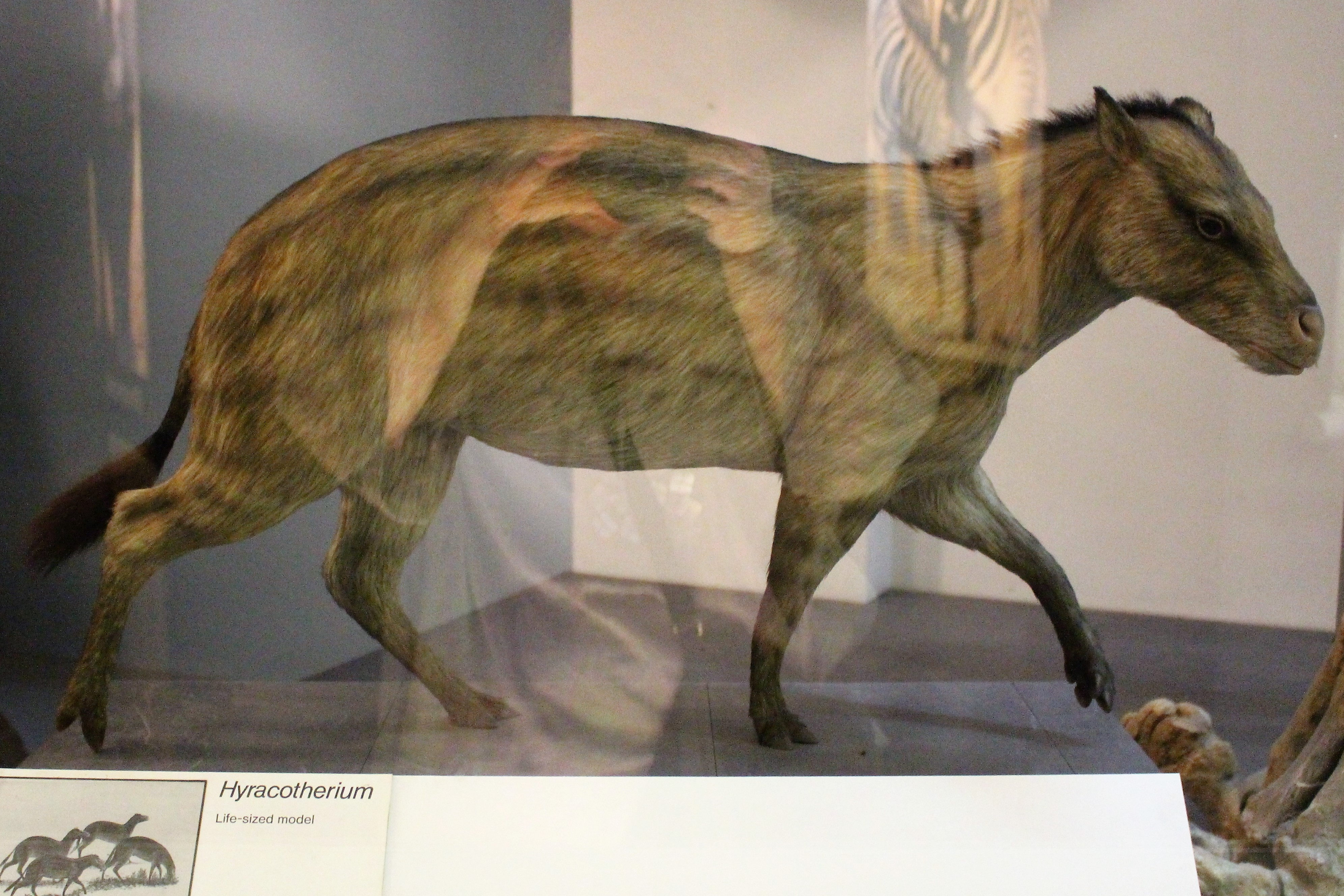
Hyracotherium modell az angliai Natural History Museum-ban

A Hyracotherium vagy Eohippus az emlősök (Mammalia) osztályának páratlanujjú patások (Perissodactyla) rendjébe, ezen belül a fosszilis Palaeotheriidae családjába tartozó nem, amelynek képviselői az eocén korban éltek.
Korábban az őslénykutatók azt hitték, hogy a Hyracotherium a lófélék családjának a legelsö képviselője, de manapság már a Palaeotheriidae családba sorolják. Az állat nemcsak a lófélék őse, hanem a kihalt Brontotheriidae család őse is. Sőt egyesek minden tapírféle és orrszarvúféle ősének tekintik. A Paleotheriidae családba csak a típusfajt, a H. leporinumot helyezik, sok más fajt áthelyeztek más nemekbe: Arenahippus, Minippus, Pliolophus, Orohippus, Sifrhippus, Xenicohippus, és Eohippus. Egy időben a Xenicohippust brontotheriidae-nak vélték.

## Felfedezésük
Az első Hyracotherium-kövületekre 1839-ben bukkantak az angliai Kent grófságban. Sir Richard Owen angol tudós úgy találta, hogy a lelet a nyúl és a szirtiborzfélék keresztezésére hasonlít, ezért nevezte el Hyracotherium leporinumnak, vagyis „nyúlszerű szirti borz-féle állatnak”. Abból indult ki, hogy a Hyracotherium a disznókkal áll rokonságban. Ezt a hibás következtetést a koponya méretéből és a fogazatból vonta le. Mikor később felfedeztek egy további példányt, 1876-ban, Amerika területén a tudós felismerte a mai lóval való rokonságot. Az állat későbbi neve Eohippus, amely „hajnalpír ló”-vat jelent, mivel a lófélék legősibb képviselőjének tartják ezt az állatot, de azért mégis az első név a hivatalosabb, habár a második a népszerűbb. Az Eohippus nevet az amerikai Othniel Charles Marsh adta.

## Előfordulásuk
A Hyracotheriumok Európában, Ázsiában és Észak-Amerikában éltek 55-50 millió évvel ezelőtt, az Ypresi korszakban. Néhány faj hamar kihalt. Más fajok kihalásuk előtt továbbfejlődtek, míg végül az egyik fajból kifejlődött a mai ló.

## Rendszerezés
A nembe az alábbi fajok tartoztak:
- Hyracotherium leporinum
- ?Hyracotherium aemulor
- ?Hyracotherium grangeri
- ?Hyracotherium index
- ?Hyracotherium pernix
- ?Hyracotherium sandrae
- ?Hyracotherium vasacciense vagy ?Hyracotherium vasacciensis

## Megjelenésük
A Hyracotheriumok fej-törzs-hossza 60-90 centiméter, marmagassága 25-45 centiméter és testtömege körülbelül 5-15 kilogramm lehetett. Pofája és nyaka rövid, a hátgerince hajlékony és íjszerűen ruganyos volt. A Hyracotheriumnak 44 foga volt; fogainak elhelyezkedése egy tipikus levélevőére hasonlít: minden állkapocs negyedben 3 metszőfog, 1 szemfog, 4 kisőrlő és 3 nagyőrlő ült. Az őrlőfogai egyenlőtlenek, tompák és kopottak voltak, ami arra utal, hogy elsősorban levelekkel táplálkozott. A fogak élei alacsony koronát alkottak. A Hyracotherium levelekkel és gyümölcsökkel táplálkozhatott, ezeket az aljnövényzetben kereste meg, éppen úgy mint egy mai muntyákszarvas. Az állat kis méretű agyának, az előagya igen kicsi volt.
A lábai a testéhez képest megfelelő hosszúságúak voltak, már ekkor arra utalnak, hogy a szaladásra alkalmasak. Az állatnak, eltérően az utódaitól, még nem voltak összeforrva a lábcsontjai, ami nagy rugalmasságot és forgóképességet biztosított. Csuklói és bokái érték a földet. A mellső lábakon 5 ujj ült, ezekből négy kis pataszerű képződményben végződött; a nagy ötödik „lábujj” nem érte a földet. A hátsó lábakon csak 3 ujj végződött patában, az első- és az ötödik ujj nem érték a talajt. A lábfej alsó részén talppárnák voltak, mint a mai kutyának, de eltérően ettől a Hyracotheriumnak nem karmai hanem pataféleségei voltak az ujjak végén. Ujjperceik az állatok nagyságához képest meglehetősen hosszúak voltak, s így a Hyracotheriumok jól tudtak járni és futni. Az állatoknak valószínűleg álcázó színeik lehetett, mert kis méretük miatt, eléggé könnyű zsákmányállatok lehettek az akkori ragadozók számára.

## Életmódjuk
A Hyracotheriumok a trópusi erdők lakói voltak. A talajon keresték a táplálékot, amely gyümölcsökből és lágy levelekből állt.

## Szaporodásuk
A szaporodásukról nagyon keveset tudunk, de valószínű, hogy a nőstények a táplálékban gazdag időszakban hozták világra a kicsinyeiket. Egy nőstény, egy utódot szült.

## Lásd még
- A lovak evolúciója